# Антоніо Котоньї
Анто́ніо Кото́ньї (італ. Antonio Cotogni; *2 серпня 1831, Рим, Італія — †15 жовтня 1918, Рим, Італія) — італійський оперний співак і музичний педагог.
Навчався, головним чином, в Акілле Фальді, співав у церковних концертах у Римі й околицях. 1852 року дебютував на римській оперній сцені в партії Белькоре («Любовний напій» Гаетано Доніцетті), потім співав у Сполето, Орв'єто, Модені, Турині, Генуї, Ніцці, 1860 року дебютував у Ла Скала. Систематично гастролював у Парижі, Лондоні, Санкт-Петербурзі. Особливий успіх мало його виконання партій в операх Джузеппе Верді; зокрема, він брав участь в італійській прем'єрі опери «Дон Карлос» (1867). Загалом репертуар Котоньї включав, як стверджується, понад 120 партій.
У 1894—1898 роках — професор Санкт-Петербурзької консерваторії, з 1899 року — римської Академії Святої Цецилії. З-поміж учнів Котоньї в різний час були Джакомо Лаурі-Вольпі, Маттіа Баттістіні, Беньяміно Джильї, Олександра Кропивницька, Ольга Грозовська та інші.